# Jesper Skaneby
Jesper Skaneby, född 30 december 1970, är en svensk taekwondoutövare. 

## Karriär
Vid EM 1994 i Zagreb tog Skaneby brons i 58 kg-klassen. Europa cup i Porec i -64 kilosklassen. Han tog även SM-guld 1994 i 58 kg-klassen.